# Matisia carderi
Matisia carderi är en malvaväxtart som beskrevs av Fern.Alonso. Matisia carderi ingår i släktet Matisia och familjen malvaväxter. Inga underarter finns listade i Catalogue of Life.